# Ignazio Drago
Ignazio Drago (Naso, 26 agosto 1902 – Pesaro, 26 novembre 1991) è stato uno scrittore italiano.
Ha scritto poesie per ragazzi ed ha lavorato nell'editoria per le scuole e come insegnante. Si è occupato principalmente di letteratura per ragazzi.

## Biografia
Inizia la sua attività a Catania, dove pubblica le prime poesie. Lavora come rappresentante per libri scolastici. Nel 1923 sposa Leda Cesaretti, da cui ha quattro figli, due dei quali muoiono, uno in tenera età, l'altro in un incidente in montagna insieme alla nuora. Dal 1933 al 1935 è insegnante nella scuola italiana a Tunisi, poi dal 1933 al 1935 in quella al Cairo. Si trasferisce a Firenze, poi a Pesaro. Aveva proposto anche l'istituzione negli istituti magistrali di una cattedra di letteratura giovanile, mai accettata in quanto tale.
Alla morte il comune di Naso gli ha dedicato una via, quella dove si trova la sua casa natale, ed una targa.

## Opere
La sua opera più famosa è Parole per mio Figlio. Ha pubblicato articoli su riviste, libri, poesie, quasi ininterrottamente dal 1919 alla morte.
L'intero archivio di Ignazio Drago si trova presso la biblioteca comunale di Naso.